# Parafia św. Antoniego z Padwy w Brwicach
Parafia pw. św. Antoniego z Padwy w Brwicach – parafia rzymskokatolicka, należąca do dekanatu Chojna, archidiecezji szczecińsko-kamieńskiej, metropolii szczecińsko-kamieńskiej. Została erygowana 13 czerwca 1948 roku. Siedziba parafii mieści się w Brwicach. Kościół parafialny pw. św. Antoniego z Padwy. Parafia posiada pięć kościołów filialnych.

## Kościół parafialny
Kościół św. Antoniego w Brwicach

## Kościoły filialne i kaplice
- Kościół św. Jana Chrzciciela w Czartoryi[1]
- Kościół Najświętszej Maryi Panny Królowej Polski w Naroście[1]